# Wasserturm Hamburg-Lokstedt
Der Lokstedter Wasserturm steht im Hamburger Stadtteil Lokstedt, nahe der Einmündung der Süderfeldstraße in den Lokstedter Steindamm. Er wird nicht mehr als Wasserturm genutzt, sondern ist zu Wohnzwecken umgebaut. Mit seiner Höhe von 50,25 m überragt er deutlich die niedrige Wohnbebauung Lokstedts und bildet so ein Wahrzeichen des Stadtteils.

## Entstehungsgeschichte
Um 1900 gehörte die Gemeinde Lokstedt noch nicht zu Hamburg. Infolge der rasanten Entwicklung der Hansestadt zogen viele, meist reichere Hamburger nach Lokstedt, sodass auch dort die Bevölkerungszahl sprunghaft zunahm. Daher begann die Gemeinde im ersten Jahrzehnt des 20. Jahrhunderts mit den Vorbereitungen zu einer zentralen Wasserversorgung. Mehrere Brunnen wurden angelegt und 1910 entstand ein Wasserwerk an der Straße „An der Pulvermühle“. Der Wasserturm wurde in den Jahren 1910/11 nach dem Entwurf der Hamburger Zivilingenieure Ludwig und Hermann Mannes gebaut.

## Bau und Technik

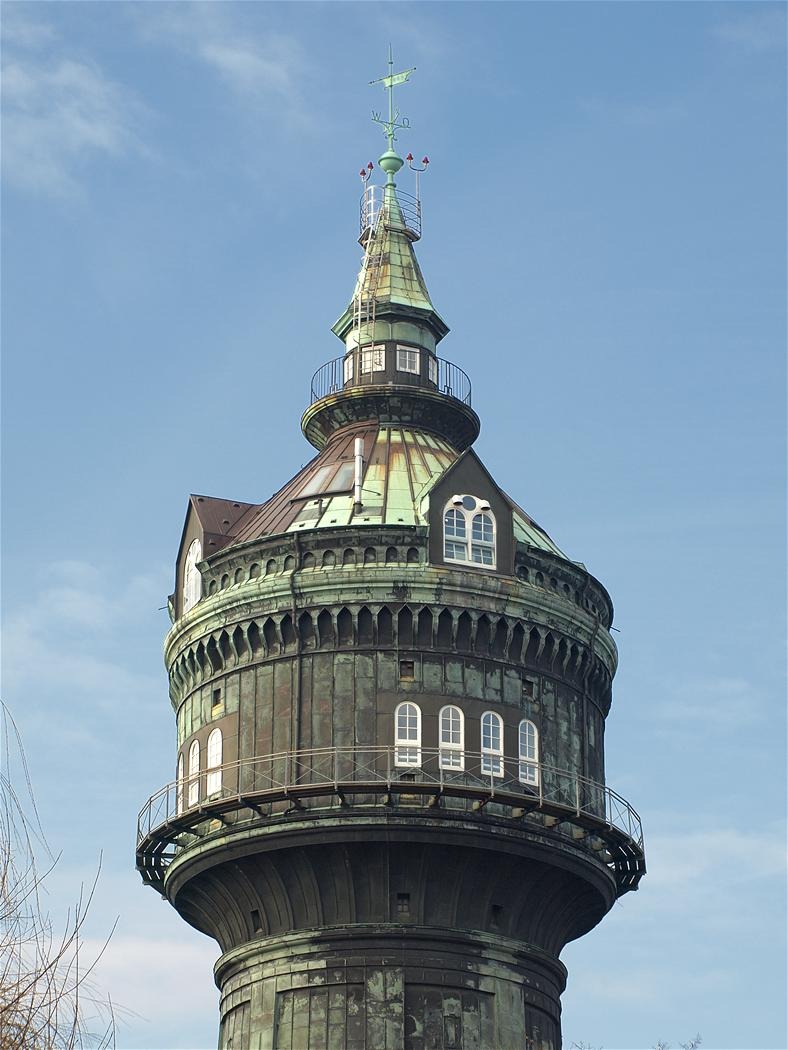
Behälterbereich mit eingebauter Wohnung und neu angelegter umgehbarer Brüstung

Der aus Backstein gemauerte Turm ist bis auf einen Sockelbereich mit Kupferblechen verkleidet. Auf einen sich nach oben konisch verjüngenden Schaft folgt ein vorkragender Kopf, in dem sich ursprünglich der Wasserbehälter befand. Nach oben wird der Turm durch ein Kegeldach mit Dachlaterne abgeschlossen. Die aufwändigen Verzierungen und Schmuckelemente – besonders im Kopfbereich des Turms – sind charakteristisch für die Industriearchitektur des Historismus. Im Innern des Schafts verliefen ursprünglich die Rohrleitungen und eine an der Wand hochführende Treppe. Eine weitere Treppe führte als Wendeltreppe durch einen Innenzylinder im Wasserbehälter bis in die Laterne.
Bei dem Wasserbehälter handelte es sich um einen schmiedeeisernen Intze-I-Behälter mit 500 m³ Fassungsvermögen. Er hatte einen Durchmesser von 10 m und eine Höhe von 7 m. Die Nutzhöhe betrug 36,5 m. Unter der Nutzhöhe versteht man das Niveau des höchsten Wasserstands im Behälter über dem Gelände.

## Ursprüngliche Nutzung

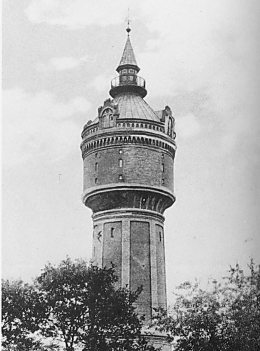
Bauzustand um 1915, noch ohne Kupferverkleidung
(Bildarchiv-Hamburg)

Der Wasserturm diente für die Lokstedter Wasserversorgung nur als Druckausgleich und als Reserve.
Die beiden leistungsstarken Pumpen des Wasserwerks drückten das Wasser direkt ins Netz, sodass ein größerer Wasservorrat unnötig war. Während anfänglich nur das Lokstedter Gebiet versorgt wurde, hat man 1912 die Nachbargemeinde Niendorf an das Lokstedter Netz angeschlossen. Durch die steigende Bevölkerungszahl kam es zu Engpässen, sodass weitere Brunnen gebohrt werden mussten. Nach der Zusammenlegung der Orte zur vergrößerten Gemeinde Lokstedt wurde 1931 ein neues Wasserwerk in Schnelsen gebaut. 1946 hat man das Lokstedter Werk geschlossen. Der Wasserturm erfüllte bis in die 1960er Jahre seine Funktion und wurde dann stillgelegt. Moderne Pumpen hatten ihn überflüssig gemacht.

## Umnutzung
1984 kaufte Familie Schwander den Turm, um ihn zu Wohnzwecken zu nutzen. Seit 1986 steht der Turm unter Denkmalschutz, danach begannen die Bauarbeiten nach Plänen des Architekten Siegfried Geissler. Für die Wohnnutzung hat die Feuerwehr zur Auflage gemacht, eine umgehbare Brüstung in Höhe der untersten Wohnebene anzubringen. Die Feuerwehrleitern sind maximal 30 m lang.
Beim Umbau erfolgten folgende Änderungen:
- Einbau eines Fahrstuhls
- Einbau einer kleinen Einliegerwohnung in der ersten Etage
- Einbau einer Wohnung im Wassertankbereich in drei Ebenen (Nur der Innenzylinder des Behälters wurde entfernt, die Wohnung wurde in den Behälter hineingebaut.)
- Nach Außen ergaben sich nur geringe Veränderungen durch größere Fenster im Behälterbereich und den Umlauf.